# Stiptopodius doriae
Stiptopodius doriae là một loài bọ cánh cứng trong họ Bọ hung (Scarabaeidae).